# Acampamento Fantasma
Ghost Camp (No Brasil: Acampamento Fantasma e sem edição em Portugal) é um dos livros da série Goosebumps, escrita por R.L. Stine.

## Sinopse
Harry e seu irmão Alex querem muito fazer amizade com o pessoal no Acampamento do Espírito da Lua. Mas o lugar tem algumas tradições estranhas: a saudação boba, o cumprimento esquisito e o jeito como os campistas mais antigos gostam de pregar peças nos recém-chegados. As brincadeiras começam a ficar estranhas, perigosas e bem assustadoras! Primeiro, uma menina põe o braço na fogueira. Depois, um garoto enfia uma estaca no pé.

### Personagens
- Harry Altman: Irmão mais velho de Alex.
- Alex Altman: Irmão mais novo de Harry.
- Tio Marv: Diretor e monitor fantasma do Acampamento do Espírito da Lua.
- Lucy: Campista fantasma e "amiga" de Harry.
- Elvis: Campista fantasma e "amigo" de Alex.
- Sam: Campista fantasma e "amigo" de Harry e Alex.
- Joey: Campista fantasma e "amigo" de Harry e Alex.
- Chris: Um dos monitores fantasmas do Acampamento do Espírito da Lua.
- Verônica: Uma das monitoras fantasmas do Acampamento do Espírito da Lua.
- Tia Rita: Diretora e monitora do Acampamento do Espírito do Sol.